# Résidences Libeskind
Le Résidences Libeskind (en italien : Residenze Libeskind) est un ensemble architectural résidentiel situé dans le quartier de CityLife à Milan en Italie.

## Histoire
Le projet de l'ensemble est conçu par l'architecte Daniel Libeskind. Les travaux de construction ont été réalisés en deux étapes comportant d'abord la construction des cinq bâtiments situés plus à l'ouest et successivement celle des trois bâtiments situées plus à l'est, achevée en 2023.

## Description
L'ensemble comprend huit bâtiments résidentiels avec une hauteur maximale de 59 mètres.